# Triodopsis rugosa
Triodopsis rugosa är en snäckart som beskrevs av Brooks och Conway MacMillan 1940. Triodopsis rugosa ingår i släktet Triodopsis och familjen Polygyridae. Inga underarter finns listade i Catalogue of Life.